# Machin (Ontario)
Pour les articles homonymes, voir Machin.
Machin est un canton canadien. Ses communautés principales sont Eagle River, Minnitaki et Vermilion Bay.

## Toponymie
Le nom a été donné en hommage à Harold Machin, prospecteur et homme politique canadien...

## Démographie
| 2001  | 2006 | 2011 | 2016 |
| ----- | ---- | ---- | ---- |
| 1 143 | 978  | 935  | 971  |